# Georges Grosjean
Georges André Grosjean (* 17. Januar 1921 in Biel/Bienne; † 8. April 2002 in Kirchlindach) war ein Schweizer Historiker, Geograph und Museumsdirektor.

## Leben
Grosjean studierte in Bern und Zürich promovierte 1952 mit einem Thema zur Schweizer Geschichte. Zunächst war er als Gymnasiallehrer tätig. Bereits 1954 habilitierte er sich mit einer Arbeit über die römische Vermessung in der Westschweiz. Seit 1958 lehrte Grosjean Kultur- und Wirtschaftsgeographie an der Universität Bern. Ab 1963 erhielt er eine Professur für dieselben Fächer. 1986 wurde er emeritiert.
Im Nebenamt war Grosjean 1958 bis 1969 Direktor des Schweizerischen Alpinen Museums in Bern. Danach war er für dieses Museum bis 1993 als Stiftungsratspräsident tätig.
Grosjean präsidierte ausserdem den Historischen Verein des Kantons Bern (1956 bis 1960) sowie die Schweizerische Geographische Kommission (1970 bis 1973). Er war zudem Gründungsmitglied der Schweizerischen Gesellschaft für Kartografie und wurde 1995 von ihr zum Ehrenmitglied ernannt. Grosjean engagierte sich auch für den Schweizer Alpen-Club und den Heimatschutz.

## Leistungen
Grosjean hatte bedeutenden Einfluss auf die Lehre und Forschung im Geographischen Institut der Universität Bern. Das Fachgebiet der Kulturgeographie erfuhr unter ihm eine stark historische Prägung. Sein Ziel war nicht die Ausbildung von Lehrern, sondern von Wissenschaftlern für Praxis und Verwaltung. Alte Karten dienten ihm als Quellen für die Landschaftsanalyse, während er umgekehrt einige Karten für den Atlas der Schweiz konzipierte.
Nebst geographischen Schriften publizierte Grosjean häufig im Bereich Geschichte der Kartografie. Beispielhaft war sein Karten- und Plankatalog des Kantons Bern (1960). International beachtet wurde er als Herausgeber von Faksimiles, wie zum Beispiel des Katalanischen Weltatlasses (1977).
Besonders in der Presse wurde seine Mitarbeit am Zivilverteidigungsbuch (1969) sehr kontrovers beurteilt.
Grosjean war ein ausgesprochen produktiver Wissenschaftler. Seine Bibliografie umfasst rund 60 selbständige Publikationen, rund 145 unselbständige Veröffentlichungen, 13 herausgegebene Faksimiles alter Karten, 10 selbständig und mehr als 30 unselbständig erschienene moderne Karten sowie rund 65 Kolumnen in der Berner Tageszeitung Der Bund.

## Schriften (Auswahl)
- Kantonaler Karten- und Plankatalog Bern = Catalogue cantonal bernois de cartes et plans. Bern: Staatlicher Lehrmittelverlag 1960. (Landesvermessung und Kartographie des Kantons Bern; 2). (Volltext).
- mit Albert Bachmann: Zivilverteidigung. Hrsg. vom Eidg. Justiz- und Polizeidepartement im Auftrag des Bundesrates. Aarau: Miles [1969].
- mit Rudolf Kinauer: Kartenkunst und Kartentechnik vom Altertum bis zum Barock. Bern: Hallwag 1970.
- (unter Mitarbeit von Madlena Cavelti): 500 Jahre Schweizer Landkarten. [Hrsg.] Zürcher Papierfabrik an der Sihl. Zürich: Orell Füssli 1971.
- Mapamundi: der Katalanische Weltatlas vom Jahre 1375. Dietikon: Graf 1977. ISBN 3-85951-128-9.
- Der Seeatlas des Vesconte Maggiolo vom Jahre 1512 = Atlante nautico del 1512 di Vesconte Maggiolo. Dietikon: Graf 1979. ISBN 3-85951-131-9.
- Raumtypisierung nach geographischen Gesichtspunkten als Grundlage der Raumplanung auf höherer Stufe. [3. ergänzte Aufl.]. Bern: Geographisches Institut der Universität Bern 1982. (Geographica Bernensia; P.1).
- Geschichte der Kartographie. [3. neu bearb. Aufl.]. Bern: Geographisches Institut der Universität Bern 1996. (Geographica Bernensia; U8). ISBN 3-906151-15-8. (Volltext).